# Schlotheimia rubiginosa
Schlotheimia rubiginosa là một loài Rêu trong họ Orthotrichaceae. Loài này được (Müll. Hal.) Vitt miêu tả khoa học đầu tiên năm 1972.